# Eric Porter (színművész)
Eric Richard Porter (London, 1928. április 8. – London, 1995. május 15.) brit színpadi és filmszínész. Az angol színpadokon Shakespeare egyik legkiemelkedőbb tolmácsolója volt. Magyarországon legismertebb televíziós szerepei Soames Forsyte, az 1967-es A Forsyte Saga angol (BBC) tévésorozatban és Moriarty professzor szerepe az 1984–1994 között futó Sherlock Holmes kalandjai tévésorozat utolsó részeiben. Soames-alakításáért megkapta a legjobb televíziós színésznek járó BAFTA-díjat. Magyar szinkronhangját legtöbbször Tomanek Nándor adta.

## Élete

### Származása
Egyszerű londoni munkáscsaládban született. Apja autóbuszvezető volt. Tizenhat éves korában kezdett színpadokon játszani anélkül, hogy bármilyen színművészeti képzést kapott volna. 1945-ben, tizenhét évesen egy wimbledoni ifjúsági színpadon való fellépés után jelentkezett a Robert Atkins által vezetett stratford-upon-avoni Shakespeare Memorial Theatre társulatához. Felvették, és egy éven át szerződéssel játszott a stratfordi színháznál.

### Színpadon
A következő években tekintélyes színházi társulatokban dolgozott, így Sir Lewis Casson és Sir Donald Wolfit keze alatt. Sir Wolfit egyéni felfogása a Shakespeare-művek, elsősorban a Lear király interpretálásának módjáról alapvetően befolyásolta a fiatal Porter színészi játékát, Michael Billington színikritikus szerint hátrányosan.
Sir Casson és Sir Wolfit társulatival az ifjú Porter országos színpadi turnéra utazott, sőt egy kanadai turnéra is eljutott.
1948–1950 között a birminghami Repertory Theatre színpadán játszott. 
A következő években Londonban lépett fel, az angol színházi világ kiemelkedő művészei, Alec Guinness és John Gielgud mellett. Tehetségével fokozatosan nevet szerzett, meghívták a londoni Old Vic és a bristoli Old Vic színházakhoz. Az utóbbiban 28 esztendősen megkapta Lear király szerepét. A színházlátogató közönség nagyrésze azonban továbbra is alig ismerte.

### A Royal Shakespeare Company társulatában
Porter számára a nagy áttörést az 1959-es év hozta el, amikor a londoni Royal Court Theatre színpadán Peggy Ashcroft mellett ő játszotta Rosmer szerepét Henrik Ibsen: Rosmersholm című színművében. A darabot a londoni West Enden is bemutatták. 
Porter alakítását az Evening Standard újság kritikusa kiemelkedő színvonalúnak minősítette. Ekkor figyelt fel rá Peter Hall rendező, aki szerződést kínált neki a Royal Shakespeare Company újonnan szervezett társulatában. 
Porter a társulat nevezetes tagjai, Peggy Ashcroft, Christopher Plummer, Donald Sinden, David Warner és Ian Holm mellett klasszikus Shakespeare-főszerepeket alakított. Játszotta Odüsszeuszt a Troilus és Cressidában, Leontészt a Téli regében; Shylockot A velencei kalmárban;  Malvoliót a Vízkereszt, vagy amit akartokban. Címszerepet kapott a IV. Henrik és a Machbeth c. Shakespeare-drámákban. Címszerepeket vitt több kortárs színműben is, így Jean Anouilh Becket c. tragédiájában.

### Televíziós szereplései

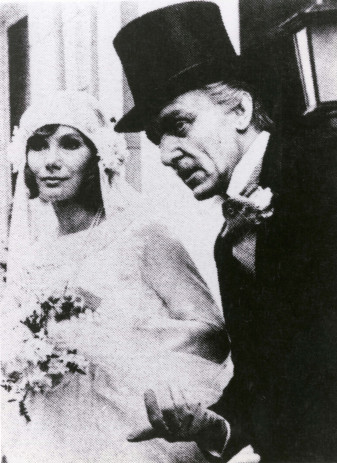
Susan Hampshire (Fleur) és Eric Porter (Soames) a Forsyte Saga sorozatban (1967)

Nemzetközi ismertségét azonban nem színpadi szerepeivel szerezte, hanem brit televíziós filmekben és sorozatokban nyújtott sikeres alakításaival. 1967-ben a BBC Forsyte Saga című 26 részes sorozatának összes epizódjában szerepelt, Soames Forsyte, a paternalista karakterű családtag szerepében, fiatalkorától késő öregkoráig. A sorozat nagy nemzetközi sikert hozott, Soames alakításáért Porter 1968-ban megkapta a legjobb televíziós férfi színésznek járó BAFTA-díjat.
A siker előmozdította angliai színházi karrierjét is, parádés színpadi szerepet kapott Christopher Marlowe, George Bernard Shaw és Shakespeare műveiben, köztük több kiemelkedő Lear király-alakításban remekelt.
A szerény és visszahúzódó természetű Portert zavarta a sikersorozat nyomán iránta megnyilvánuló erős sajtóérdeklődés. Hosszú évekre visszavonult, több magas kitüntetést visszautasított, a színpadon kívül keveset mutatkozott a nyilvánosság előtt. Az 1980-as évek elején visszatért, és ismét rendszeresen játszott színpadon, filmvásznon és a televízióban is. 1981-ben Ferdinand Fairfax rendező Winston Churchill: The Wilderness Years című sorozatában Neville Chamberlain egykori miniszterelnök megformálását a kritika az egekig magasztalta.
Egyik utolsó tévés szerepében, az 1980-as évek közepén Moriarty professzort, a szervezett bűnözés főnökét, a Jeremy Brett által alakított Sherlock Holmes esküdt ellenségét testesítette meg a Sherlock Holmes visszatér tévésorozat több epizódjában. Az 1985-ös Twist Olivér tévésorozatban a gonosz Fagin szerepét játszotta.

### Mozifilmes szerepei

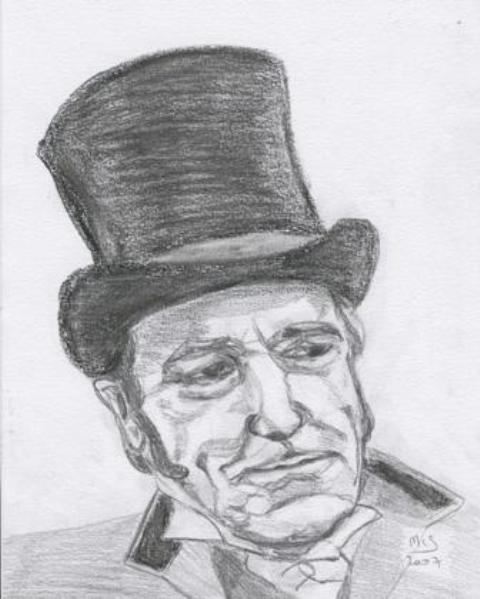
Rajz Eric Porterről, Mr. Havisham ügyvéd szerepében, A kis lord című filmben (1980)

Munkássága súlypontjának egész életében a színpadot tekintette. Mozivásznon ritkábban jelent meg, szinte mindig mellékszerepekben. Drámai tehetségét ezekben az apró szerepekben is megmutatta. 
Játszott A Római Birodalom bukása című monumentális történelmi kalandfilmben (1964); Fred Zinnemann 1973-as politikai thrillerében, A Sakál napjában; megjelent egy 1935-ös Hitchcock-klasszikusnak, a 39 lépcsőfoknak 1978-as remake-jében; a Hennessey című filmdrámában (1975); és a Frances Hodgson Burnett regényeiből készült 1980-as családi filmben, A kis lordban.

### Utolsó évei
1988-ben Tennessee Williams Macska a forró bádogtetőn című drámájában, „Big Daddy” szerepében tért vissza a színpadra. Utolsó éveiben több rendezésben is játszotta Lear királyt, köztük a Jonathan Miller által rendezett előadásban, a londoni Old Vic színházban. 1991-ben újra Malvoliót alakította a Vízkereszt, vagy amit akartok Sir Peter Hall által rendezett változatában, a Playhouse Theatre-ben, majd egy évvel később a londoni National Theatre-ben Csehov Ványa bácsijának Szerebrjakov professzorát játszotta, Sean Mathias rendezésében.
1995. május 15-én, 67 éves korában hunyt el Londonban, vastagbélrák következtében.

### Magánélete
Porter gondosan elrejtette a nyilvánosság elől homoszexualitását, mely az 1960-as évek Nagy-Britanniájában büntetendő cselekménynek minősült. Susan Engel színésznő (egy Robert Sellersnek adott 2016-os interjúban) elmondta, hogy a Forsyte-sorozat 1967-es kiugró sikere Portert ünnepelt, keresett nemzetközi filmsztárrá emelhette volna. Világszínvonalú szerepeket kellett volna kapnia, de ezek elmaradtak. Porter szenvedett önnön szexualitásától, kerülni akarta a  társadalmi konfrontációt, és több sorstársaihoz hasonlóan a visszahúzódást választotta.
2017-ben, a Forsyte Saga sorozat ötvenéves jubileumán a Telegraph arról írt, hogy Portert többen titkos homoszexuálisként tartottak számon, és a színészt nagyon zavarta a feléje irányuló sajtóérdeklődés fellángolása.
Helen Monk, Porter jó barátja és 2017-es életrajzának (Eric Porter: The Life of an Acting Giant) írója azt írta, Porter biszexuális lehetett. A nyilvánosság előtt folyó társasági életben négy évtizeden át látványos viszonyokat folytatott egy sor előkelő és híres asszonnyal, hogy valódi irányultságát rejtve tartsa. Nem akart Hollywoodba menni, visszautasította a Brit Birodalom Rendjét és a lovaggá ütést is.

## Főbb filmszerepei
- 1946: Saint Joan; tévéfilm; Dunois apródja / Szerzetes
- 1959: Foreign Field; tévéfilm; Matthew Hardy
- 1959: Cards with Uncle Tom; tévéfilm; Edward Bradley
- 1964: A Római Birodalom bukása (The Fall of the Roman Empire); Julianus császár
- 1964: Tökmagevő (The Pumpkin Eater); pszichiáter
- 1965: A rózsák háborúja (The Wars of the Roses); tévésorozat; Richmond grófja
- 1965: Telemark hősei (The Heroes of Telemark); Terboven
- 1966: Kaleidoszkóp (Kaleidoscope); Harry Dominion
- 1966: The Last Invasion; tévéfilm; Harold király
- 1967: A Forsyte Saga (The Forsyte Saga); tévésorozat; Soames Forsyte
- 1968: The Lost Continent; Lansen hajóskapitány
- 1970: Solo; irodalmi tévésorozat; Lev Tolsztoj
- 1971: Hands of the Ripper; Mr Pritchard
- 1971: Cárok végnapjai (Nicholas and Alexandra); Sztolipin miniszterelnök
- 1972: Antonius és Kleopátra (Antony and Cleopatra); Enobarbus
- 1973: Hitler: The Last Ten Days; Robert von Greim repülőtábornok
- 1973: A Sakál napja (The Day of the Jackal); Rodin ezredes, OAS-főnök
- 1973: A belstoni fővadász (The Belstone Fox); Asher Smith
- 1974: Callan; Hunter
- 1975: Private Affairs, tévésorozat; Charles Stewart Parnell
- 1975: Hennessey (Hennesy); Sean Tobin
- 1976: The Canal Children; tévé-minisorozat; Russell ezredes
- 1977: Anna Karenina; tévé-minisorozat; Karenin
- 1978: 39 lépcsőfok (The Thirty Nine Steps); Lomas
- 1979: Churchill and the Generals; tévéfilm; Sir Alan Brooke tábornagy
- 1980: Miért nem hívták Evanst? (Why Didn’t They Ask Evans?); tévéfilm; Dr. Nicholson
- 1980: Hamlet; tévéfilm; Polonius
- 1980: Hamlet – BBC Television Shakespeare; tévéfilm-sorozat; Polonius
- 1980: A kis lord (Little Lord Fauntleroy); Mr Havisham ügyvéd
- 1981: The Crucible; tévéfilm Arthur Miller: Salemi boszorkányok c. művéből, Danforth alkormányzó
- 1981: Winston Churchill: The Wilderness Years; tévé-minisorozat; Neville Chamberlain
- 1984: A korona ékköve (The Jewel in the Crown); tévé-minisorozat; Dimitri Bronowsky
- 1984–1985: Sherlock Holmes kalandjai (The Adventures of Sherlock Holmes); tévésorozat; A vöröshajúak klubja (The Red-Headed League) és A végső probléma (The Final Problem) c. részek; Moriarty professzor
- 1985: Twist Olivér (Oliver Twist); tévéfilm; Fagin
- 1986: Sherlock Holmes visszatér (The Return of Sherlock Holmes); tévésorozat; Az üres ház (The Empty House) c. rész; Moriarty professzor

## Elismerései, díjai
- 1968: BAFTA-díj a legjobb férfi színésznek televíziós filmben / sorozatban, a Forsyte Sagában nyújtott Soames-alakításért.[4]

## További információ
- Eric Porter a PORT.hu-n (magyarul)
- Eric Porter az Internetes Szinkronadatbázisban (magyarul)
- Eric Porter az Internet Movie Database-ben (angolul)
- Eric Porter a Rotten Tomatoeson (angolul)
- Eric Porter az AlloCiné weboldalán (franciául)
- Eric Porter (német nyelven). Filmdienst.de
- Eric Porter Profile (angol nyelven). famousfix.com. (Hozzáférés: 2023. december 24.)